# Municipio de East Norriton
El municipio de East Norriton  (en inglés: East Norriton Township) es un municipio y lugar designado por el censo ubicado en el condado de Montgomery en el estado estadounidense de Pensilvania. En el año 2000 tenía una población de 13.211 habitantes y una densidad poblacional de 838,9 personas por km².

## Geografía
El municipio de East Norriton se encuentra ubicado en las coordenadas 40°09′00″N 75°19′46″O / 40.15000, -75.32944.

## Demografía
Según la Oficina del Censo en 2000 los ingresos medios por hogar en la localidad eran de $60,536 y los ingresos medios por familia eran $70,162. Los hombres tenían unos ingresos medios de $49,737 frente a los $33,642 para las mujeres. La renta per cápita para la localidad era de $28,749. Alrededor del 2,9% de la población estaban por debajo del umbral de pobreza.